# Tiziano Dall'Antonia
Tiziano Dall'Antonia (Vittorio Veneto, 26 de julio de 1983) es un ciclista italiano.
Fue profesional desde 2006, cuando debutó con el equipo Panaria-Navigare. En 2010 fichó por el equipo Liquigas-Cannondale, en el que permaneció hasta 2013. En 2014 se unió al equipo profesional continental Androni Giocattoli-Sidermec y allí permaneció hasta su retirada en 2016.

## Palmarés
No consiguió victorias como profesional.

## Resultados en Grandes Vueltas
| Carrera | Carrera         | 2006 | 2007 | 2008 | 2009 | 2010 | 2011  | 2012  | 2013  | 2014 | 2015  | 2016 |
| ------- | --------------- | ---- | ---- | ---- | ---- | ---- | ----- | ----- | ----- | ---- | ----- | ---- |
|         | Giro de Italia  | —    | —    | 98.º | —    | 91.º | 139.º | —     | 113.º | —    | F. c. | —    |
|         | Tour de Francia | —    | —    | —    | —    | —    | —     | —     | —     | —    | —     | —    |
|         | Vuelta a España | —    | —    | —    | —    | —    | —     | 140.º | 111.º | —    | —     | —    |

—: no participa

Ab.: abandono

F. c.: fuera de control

## Equipos
- Ceramica Panaria/CSF Group-Navigare (2006-2009)
  - Ceramica Panaria-Navigare (2006-2007)
  - CSF Group-Navigare (2008-2009)
- Liquigas/Cannondale (2010-2013)
  - Liquigas-Doimo (2010)
  - Liquigas-Cannondale (2011-2012)
  - Cannondale Pro Cycling (2013)
- Androni Giocattoli (2014-2016)
  - Androni Giocattoli-Venezuela (2014)[2]
  - Androni Giocattoli-Sidermec (2015-2016)